# Festival y Escuela de Música de Aspen
El Festival y Escuela de Música de Aspen (en inglés: Aspen Music Festival and School) fundado en 1949, es un festival de música clásica que presenta música en un ambiente íntimo, en medio de una pequeña ciudad . Es además un centro de entrenamiento para jóvenes músicos adultos.  En 2012, Robert Spano se convirtió en su director musical. El Festival y Escuela fueron fundados por Elizabeth y Walter Paepcke de Chicago. Hubo colaboración artística sustancial que fue proporcionada por Henri Temianka y su Cuarteto Paganini durante los años de formación.